# Janko Veselinović (homme politique)
Ne doit pas être confondu avec Janko Veselinović.
Pour les articles homonymes, voir Veselinović.
Janko Veselinović (en serbe cyrillique : Јанко Веселиновић ; né le 6 novembre 1965 à Knin) est un homme politique serbe. Il est membre du Parti démocratique (DS) et vice-président du groupe parlementaire du DS à l'Assemblée nationale de la République de Serbie.

## Parcours
Janko Veselinović naît le 6 novembre 1965 à Knin, aujourd'hui en Croatie. Il termine ses études élémentaires à l'école Dositej Obradović de Žegar, dans la municipalité d'Obrovac. Il étudie pendant deux ans à l'école secondaire d'Obrovac puis termine ses études secondaires à Zadar. Il suit les cours de la Faculté de droit de l'université de Novi Sad, où il obtient une licence en 1990. Il y obtient ensuite un master et un doctorat.
Il devient membre du Parti démocratique (DS) en 1998 et, de 2004 à 2006, il est vice-président du conseil du DS à Novi Sad puis membre du conseil provincial du DS et membre du comité central du Parti démocratique.
Aux élections législatives anticipées du 11 mai 2008, Janko Veselinović figure sur la liste de la coalition Pour une Serbie européenne, soutenue par le président Boris Tadić ; la liste recueille 38,40 % des suffrages, ce qui lui vaut d'obtenir 102 sièges à l'Assemblée nationale de la République de Serbie et ce qui permet à Veselinović de devenir député.
Lors des élections législatives du 6 mai 2012, il figure sur la liste de la coalition Un choix pour une vie meilleure, soutenue par Tadić, le président sortant. La coalition recueille 863 294 voix, soit 22,06 % des suffrages, ce qui lui vaut 67 sièges à l'Assemblée nationale de la République de Serbie ; Janko Veselinović est réélu député et devient vice-président du groupe parlementaire du DS,.
À l'Assemblée, en plus de cette fonction, il participe aux travaux de la Commission de la diaspora et des Serbes de la région et, en tant que suppléant, à ceux de la Commission des questions constitutionnelles et législatives, de la Commission de l'éducation, de la science, du développement technologique et de la société de l'information et de la Commission des questions administratives, budgétaires, des mandats et de l'immunité.